# Joseph MacRory
Joseph MacRory  , né le 19 mars 1861 à Ballygawley dans le comté de Tyrone,  Irlande du Nord, et mort le 13 octobre 1945 à Armagh, est un cardinal nord-irlandais.

## Biographie
Joseph MacRory est professeur au séminaire de Birmingham et professeur et vice-président au collège St. Patrick de Maynooth. C'est l'un des fondateurs de l' Irish Theological Quarterly en 1906. MacRory est élu évêque  de Down et Connors en 1915 et promu archevêque d'Armagh en 1926.
Le pape Pie XI le créé cardinal au consistoire du 16 décembre 1929. 
En octobre 1934, le cardinal Joseph MacRory, alors en route pour l’Australie, bénit, à la demande d'Ange-Marie Hiral, la chapelle provisoire de la Cathédrale Marie-Reine-du-Monde de Port-Saïd, installée dans la future sacristie.
Le cardinal MacRory participe au conclave de 1939, à l'issue duquel Pie XII est élu.
Le cardinal MacRory  a toujours défendu la justice sociale. Il s'est opposé fermement à l'idéologie païenne du national-socialisme, à la montée du protestantisme et à la division de l'Irlande. Il a suggéré à Eoin O'Duffy  de former une brigade irlandaise pendant la guerre civile espagnole pour appuyer le général Franco dans sa lutte contre le communisme athée et les milices anarcho-trostkystes. En 1940, il critique la conscription en Irlande du Nord.
Le cardinal MacRory était un ferme partisan de la ligue gaélique,  et d'Errigal Ciaran, l'un des clubs irlandais de la Gaelic Athletic Association de football gaélique parmi les plus connus du pays. Après une courte maladie, il meurt à l'âge de quatre-vingt-quatre ans d'une attaque cardiaque à l'Ara Coeli d'Armagh. Il a été enterré au cimetière de la cathédrale d'Armagh.